# Мішель Ларок
Мішель Ларок (фр. Michele Laroque; 15 червня 1960, Ніцца) — французька акторка, сценаристка, співачка, продюсерка.

## Життєпис
Народилася в родині румунської танцюристки та французького скрипаля.
Навчалася на економістку, водночас беручи уроки акторської майстерності в містечку Антіб. Деякий час жила у США, де у 1979 потрапила в автокатастрофу, після чого два роки довелося провести по лікарнях.
Повернувшись до Франції у 1981 починає акторську кар'єру.
Була одружена з режисером Домініком Дешамом, має дочку.

### Фільмографія
| Рік       | Назва українською            | Назва французькою                    | Країна                            | Роль                  |
| --------- | ---------------------------- | ------------------------------------ | --------------------------------- | --------------------- |
| 2008      | Кохати по французьки         | Enfin veuve                          | Франція                           | Анн-Марі              |
| 2007      | Сусід                        | Neighbor, The                        | США                               | Крістін               |
| 2006      | Шпигунські пристрасті        | Entente cordiale, L'                 | Франція                           |                       |
| 2006      | Який ти прекрасний !         | Comme t'y es belle!                  | Франція                           |                       |
| 2006      | Будинок зі скидкою           | Maison du bonheur, La                | Франція                           |                       |
| 2005      | День народження              | Anniversaire, L'                     | Франція                           | головна роль          |
| 2004      | Розпутники                   | Pédale dure                          | Франція                           | Марі (головна роль)   |
| 2004      | Принцеса Марабала            | Malabar Princess                     | Франція                           |                       |
| 2001      | Шафа                         | Placard, Le                          | Франція                           | мадемуазель Бертран   |
| 2001      | Рідкісний птах               | Oiseau rare, L'                      | Франція                           |                       |
| 2000      | Одружись зі мною             | Épouse-moi                           | Франція                           |                       |
| 1999      | Пес у мішку                  | Doggy Bag                            | Франція                           | Жанна                 |
| 1998      | Серійна коханка              | Serial Lover                         | Франція                           |                       |
| 1997      | Життя в рожевих фарбах       | Ma vie en rose                       | Бельгія, Велика Британія, Франція |                       |
| 1996      | Небезпечна професія          | Best Job in the World, The           | Франція                           |                       |
| 1996      | Не варто!..                  | Fallait pas!…                        | Франція                           |                       |
| 1996      | Час діяти                    | Passage a l'acte                     | Франція                           |                       |
| 1996      | Вечірній прикид              | Pédale douce                         | Франція                           |                       |
| 1995      | Неллі та пан Арно            | Nelly and Mr. Arnaud                 | Франція, Німеччина, Італія        | Ізабель               |
| 1994      | Заради маленького щастя      | Aux petits bonheurs                  | Франція                           |                       |
| 1993      | Параноя                      | Paranoïa                             | Франція                           |                       |
| 1993      | Луї, король-дитина           | Louis, enfant roi                    | Франція                           | Герцогиня де Лонгвіль |
| 1992      | Танго                        | Tango                                | Франція                           | Елен Бордюк           |
| 1992      | Макс та Ієремія              | Max & Jeremie                        | Італія, Франція                   |                       |
| 1992      | Криза                        | La Crise                             | Франція                           |                       |
| 1991      | Чудова епоха                 | Une époque formidable…               | Франція                           |                       |
| 1990      | Чоловік перукарки            | Mari de la coiffeuse, Le             | Франція                           |                       |
| 1989-2006 | Комісар Наваро               | Navarro                              | Франція                           | епізод                |
| 1988-1996 | Нові пригоди Арсена Люпена   | Les nouveaux exploits d'Arsène Lupin | Франція                           |                       |
| 1983-1991 | Той, що подорожує автостопом | Voyageur, Le                         | Франція, Канада, США              |                       |

#### Сценаристка
| Рік  | Назва українською | Назва французькою |
| ---- | ----------------- | ----------------- |
| 1999 | Пес у мішку       | Doggy Bag Франція |

#### Продюсерка
| Рік              | Назва українською | Назва французькою |
| ---------------- | ----------------- | ----------------- |
| 1999 Пес у мішку | Doggy Bag         | Франція           |